# Adonisea nigrirena
Adonisea nigrirena là một loài bướm đêm trong họ Noctuidae.